# 艾希格拉本河 (奧特馬爾斯費爾德格拉本河支流)
49°04′50″N 10°59′14″E / 49.08065°N 10.98720°E
艾希格拉本河是德國的河流，位於該國東南部，由巴伐利亞負責管轄，屬於奧特馬爾斯費爾德格拉本河的右支流，河道全長0.7公里，發源自赫廷根。